# Tamopsis depressa
Tamopsis depressa là một loài nhện trong họ Hersiliidae. T. depressa được miêu tả năm 1992 bởi Martin Baehr & Barbara Baehr.